# Campionat britànic de motocròs 1955
La temporada de 1955 del Campionat britànic de motocròs, anomenat a l'època ACU Scramble Drivers' Star, fou la 5a edició d'aquest campionat, organitzat per l'ACU.

## Classificació final

### 500cc
| Posició | Pilot             | Motocicleta | Punts |
| ------- | ----------------- | ----------- | ----- |
| 1       | Jeff Smith        | BSA         | 34    |
| 2       | Terry Cheshire    | BSA         | 34    |
| 3       | Dave Curtis       | Matchless   | 25    |
| 4       | Geoff Ward        | AJS         | 23    |
| 5       | Phil Nex          | BSA         | 22    |
| 6       | Brian Stonebridge | BSA         | 20    |
| 7       | John Draper       | BSA         |       |
| 8       | Ken Heanes        | Triumph     |       |
| 9       | John Avery        | BSA         |       |
| 10      | Brian Martin      | BSA         |       |